# Меттью Карл
Меттью Карл (англ. Matthew Carle; нар. 25 вересня 1984, м. Анкоридж, США) — американський хокеїст, захисник. Виступає за «Тампа-Бей Лайтнінг» у Національній хокейній лізі.
Виступав за Денверський університет (NCAA), «Сан-Хосе Шаркс», «Вустер Шаркс» (АХЛ), «Тампа-Бей Лайтнінг», «Філадельфія Флайєрс».
В чемпіонатах НХЛ — 660 матчів (43+230), у турнірах Кубка Стенлі — 107 матчів (6+33).
У складі національної збірної США учасник чемпіонату світу 2013 (10 матчів, 0+2). У складі молодіжної збірної США учасник чемпіонату світу 2004. У складі юніорської збірної США учасник чемпіонату світу 2002.
Досягнення
- Бронзовий призер чемпіонату світу (2013)
- Переможець молодіжного чемпіонату світу (2004)
- Переможець юніорського чемпіонату світу (2002)